# دتلف بوخهولز

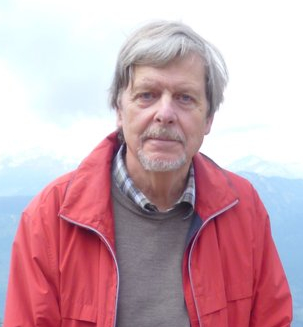
دتلف بوخهولز - ۲۰۱۸

 دتلف بوخهولز (آلمانی: German Physical Society؛ زاده ۱۹۴۴) یک فیزیک‌دان اهل آلمان است.